# 天主教滕皮奥-安普里亚斯教区
天主教滕皮奧-安普里亞斯教區（拉丁語：Dioecesis Templensis-Ampuriensis）是天主教會在義大利的一個教區。屬薩薩里總教區。
滕皮奧教區的前身奇維塔教區可追溯至4世紀的福薩尼亞（今奧爾比亞），其主教聖辛普利西奧在304年殉道。之後一位見於文獻的主教出現在額我略一世教宗在599年的書信中。安普利亞斯教區成立於11世紀歷山三世教宗在任期間。1568年教座遷至今天的卡斯特尔萨多。
1506年6月5日兩教區合併，稱安普利亞斯暨奇維塔教區。1839年奇維塔教區教座遷移至滕皮奧，教區改稱安普利亞斯暨滕皮奧教區。12月8日。1972年3月18日起，兩個教區由同一主教牧養。1986年9月30日完成合併並易名至今。
教區位於撒丁島北部，範圍包括奧爾比亞-坦皮奧省（加盧拉地區）和薩薩里省（安格洛納地區）一部，2010年有教友144,980人，佔轄區總人口93.7%。教區下轄四十七個堂區，有七十八名司鐸。現任教區主教為巴削·桑吉內蒂。